# Rainbow Arts
A Rainbow Arts Software GmbH (röviden: Rainbow Arts) egy 1984-ben Güterslohban alapított német szoftver- és videójátékfejlesztő és kiadó társaság volt.

## Cégtörténet
A Rainbow Arts céget 1984-ben alapította Marc Alexander Ullrich és Thomas Meiertoberens a németországi Güterslohban. Első programuk egy adatbáziskezelő és szövegfeldolgozó felhasználói program volt Commodore 64-re és Amstrad CPC-re. 1985-ben adták ki első játékukat, a Nibblert. 1986-ban az azóta megszűnt Rushware felvásárolta őket, majd 1988-ban áttették székhelyüket Düsseldorfba.
A Rushware égisze alatt teljesen a videojáték-fejlesztés felé fordultak C64 mellett Amiga, Atari ST platformokon és DOS operációs rendszeren. Az első játékuk a felvásárlás után a Madness volt, majd 1988-ban a Katakis és 1989-ben a nagysikerű Turrican sorozat első darabja, mely utóbbiban együttműködtek a játékfejlesztő Manfred Trenz-cel és a zeneszerző Chris Hülsbeck-kel.
A még 1988-ban kiadott The Great Gianna Sisters jogvitához vezetett a japán Nintendoval, mert a játék gyakorlatilag klónja a Nintendo 1985-ben kiadott Super Mario Bros. játékának. A felek végül peren kívül megegyeztek és a Rainbow Arts-nak - ismeretlen összegű - kártérítést kellett fizetnie.
A cég hanyatlása akkor kezdődött, amikor 1992-ben néhány alkalmazott kivált a Rainbow Arts-ból és saját céget alapított. Egyre nehezebbé vált továbbá a játékok eladása világszerte, a fejlesztés költségei pedig folyamatosan nőttek. A cég kezdte elveszteni régi hírnevét, 1992-ben a cég anyavállalatát, a Rushware-t előbb a Funsoft, majd 1999-ben az amerikai THQ játékfejlesztő vállalat vásárolta fel és a Rainbow Arts nevet többé nem használta.

## Játékok
- 3001 O'Connor's Fight
- The Baby of Can Guru
- Bad Cat
- The Birds and the Bees II: Antics
- BlockOut (3D-Tetris)
- Bozuma
- Circus Attractions
- Claim to Power
- Curse of RA
- Danger Freak
- Denaris
- Down at the Trolls
- East vs. West: Berlin 1948
- Future Tank
- Garrison
- Graffiti Man
- Grand Monster Slam
- The Great Giana Sisters
- Hard 'n Heavy
- Imperium Romanum
- In 80 Days Around the World
- Jinks
- Katakis
- Logical
- Lollypop
- M.U.D.S. (Mean Ugly Dirty Sport)
- Mad TV
- Madness
- Masterblazer Sequel to Lucasfilm's Ballblazer
- Mystery of the Mummy
- Oxxonian
- Rock'n Roll
- R-Type
- Rendering Ranger R²
- Soldier
- Spherical
- Starball
- StarTrash
- Sunny Shine
- To be on Top
- Turrican
- Turrican II: The Final Fight
- Turrican 3: Payment Day
- The Volleyball Simulator
- Warriors
- X-Out
- Z-Out

## Fordítás
Ez a szócikk részben vagy egészben  a   Rainbow Arts című német Wikipédia-szócikk fordításán alapul.  Az eredeti cikk szerkesztőit annak laptörténete sorolja fel. Ez a jelzés csupán a megfogalmazás eredetét és a szerzői jogokat jelzi, nem szolgál a cikkben szereplő információk forrásmegjelöléseként.